# Xã Ulster, Quận Bradford, Pennsylvania
Xã Ulster (tiếng Anh: Ulster Township) là một xã thuộc quận Bradford, tiểu bang Pennsylvania, Hoa Kỳ. Năm 2010, dân số của xã này là 1.337 người.